# 더 오브저버토리 (저널)
《더 오브저버토리》(The Observatory)는 천문학 전문 간행물인데, 성격을 저널, 잡지 및 리뷰로 다양하게 기술할 수 있는 간행물이다. 1877년부터 정기적으로 발행되고 있는데 현재는 격월로 발행되고 있다. 현재 편집자는 데이비드 스틱랜드, 밥 아가일 및 스티브 포시이다.
왕립천문학회에서 이 간행물을 발간하지는 않지만 왕립천문학회 회의의 보고서를 발행한다. 《더 오브저버토리》의 다른 기능으로는 광범위한 서평과, 천문학에 관한 오식 및 우스꽝스러운 진술 등을 모아 놓은 "Here and There" 항목이 있다.
창간자이자 최초의 편집자(1877~1882)는 당시 왕립 천문대의 수석 조수이자 후에 왕실 천문관이 되는 윌리엄 크리스티이다. 주목할만한 후속 편집자는 다음과 같다.
- 아서 에딩턴 (1913~1919)
- 해롤드 스펜서 존스 (1915~1923)
- 리처드 반 데어 리트 울리 (1933~1939)
- 윌리엄 매크레아 (1935~1937)
- 마가렛 버비지 (1948–1951)
- 안토니 휴이시 (1957~1961)
- 도널드 린든벨 (1967~1969)
- 캐롤 조던 (1968–1973)
- 조슬린 벨 버넬 (1973–1976)

## 추가 자료
- Stickland, D. J. (2003),  Heck, André, 편집., “The Observatory Magazine: Linking Three Centuries”, 《Organizations and Strategies in Astronomy: Volume 4》, Astrophysics and Space Science Library (영어) (Dordrecht: Springer Netherlands) 296, 205–220쪽, doi:10.1007/978-94-010-0049-9_14, ISBN 978-94-010-0049-9, 2020년 10월 24일에 확인함
- “Jubilee Number of The Observatory”. 《Nature》 (영어) 139 (3528): 1013. 1937년 6월 1일. doi:10.1038/1391013d0. ISSN 1476-4687.